# Unité urbaine de Cassis
L'unité urbaine de Cassis est une unité urbaine française centrée sur la ville de Cassis, dans le département des Bouches-du-Rhône.

## Données générales
En 2010, selon l'Insee, l'unité urbaine était composée d'une seule commune.
En 2020, à la suite d'un nouveau zonage, elle est composée de deux communes, celle de Roquefort-la-Bédoule ayant été ajoutée au périmètre.
En 2022, elle compte 12 490 habitants et sa densité de population s'élève à 219 hab/km2.

## Composition de l'unité urbaine en 2020
Elle est composée des deux communes suivantes :
| Nom                   | Code Insee | Département      | Statut       | Superficie (km2) | Population (dernière pop. légale) | Densité (hab./km2) | Modifier                                    |
| --------------------- | ---------- | ---------------- | ------------ | ---------------- | --------------------------------- | ------------------ | ------------------------------------------- |
| Cassis (ville-centre) | 13022      | Bouches-du-Rhône | ville-centre | 26,87            | 6 706 (2022)                      | 250                | modifier les données · modifier les données |
| Roquefort-la-Bédoule  | 13085      | Bouches-du-Rhône | banlieue     | 31,15            | 5 784 (2022)                      | 186                | modifier les données · modifier les données |

## Évolution démographique
| 1968  | 1975  | 1982  | 1990   | 1999   | 2009   | 2014   | 2020   |
| ----- | ----- | ----- | ------ | ------ | ------ | ------ | ------ |
| 6 622 | 8 215 | 9 659 | 12 129 | 12 734 | 12 800 | 12 756 | 12 719 |

#### Données générales
- Unité urbaine
- Aire d'attraction d'une ville
- Aire urbaine (France)
- Liste des unités urbaines de France

#### Données démographiques en rapport avec l'unité urbaine de Cassis
- Aire d'attraction de Marseille - Aix-en-Provence
- Arrondissement de Marseille

#### Données démographiques en rapport avec les Bouches-du-Rhône
- Démographie des Bouches-du-Rhône